# FR Волопаса
FR Волопаса (лат. FR Boötis), HD 122767 — тройная звезда в созвездии Волопаса на расстоянии приблизительно 1329 световых лет (около 407 парсеков) от Солнца. Видимая звёздная величина звезды — от +9,3m до +9,26m.

## Характеристики
Первый компонент — оранжевый гигант, эруптивная переменная звезда типа RS Гончих Псов (RS) спектрального класса K3III**, или K0. Масса — около 2,915 солнечных, радиус — около 22,61 солнечных, светимость — около 168,27 солнечных. Эффективная температура — около 4372 K.
Второй компонент — красный карлик спектрального класса M. Масса — около 120,27 юпитерианских (0,1148 солнечной). Удалён на 2,136 а.е..
Третий компонент. Орбитальный период — около 1189,18 суток (3,2558 года).